# Paracosmetopus helleni
Paracosmetopus helleni är en tvåvingeart som beskrevs av Walter Leopold Victor Hackman 1956. Paracosmetopus helleni ingår i släktet Paracosmetopus och familjen kolvflugor. Inga underarter finns listade i Catalogue of Life.